# El Jorobado de París
El Jorobado de París es el nombre que se dio a una versión musical para teatro de la novela de Victor Hugo Nuestra Señora de París, realizada por Pepe Cibrián Campoy (libro y letras) y Ángel Mahler (música original). Se estrenó en el Estadio Luna Park en 1993 con gran elenco, se realizó una nueva versión en 1995 también en el Estadio Luna Park, salió en gira por Argentina en 1999 y se la reestrenó en 2006 en el Teatro Opera de Buenos Aires; en 2007 en el Teatro Cervantes y en 2013, en conmemoración de los 20 años de su estreno, en el Teatro Presidente Alvear. Festejando los 30 años se realizó una nueva versión de la obra, con un elenco escobarense con aproximadamente 45 actores en escena, se realizaron funciones de una versión referida a la versión del 2006 en el Teatro Seminari de Escobar.   
El elenco de Escobar estaba conformado por: Germán Esquerda (Claudio Frollo) Rodrigo Scian (Quasimodo) Jazmin Lorenzo/Yessica De Luca (Esmeralda) Nancy Peña (Paquette) Nicolás Velázquez (Pierre) Julieta M. Álvarez (Magot) Nicolás Bojko (Filipon) Felipe Alonso (Truhan) Gustavo Taboada (Febo) .  
Festejando sus 31 años, el 10 de abril del 2024, inició una temporada en el Estadio Luna Park, siendo sus protagonistas los actores que hicieron la obra el año anterior en Escobar. 
La versión original, producida por Tito Lectoure, fue protagonizada por Carlos de Antonio (Quasimodo), Paola Krum (Esmeralda) y Fernando Ciuffo (Claudio Frollo). El resto del elenco estaba integrado por Alejandro Crea (Pierre), Fabiana Bruni (La Paquette), Patricia Bravi (Magot) y Gustavo Monje (Truhan). Contó con 70 actores en escena y orquesta en vivo dirigida por Angel Mahler, quien también realizó las orquestaciones. La escenografía estuvo a cargo de Carlos López Cifani, el vestuario fue de Fabián Luca, arreglos y dirección coral de Gabriel Giangrante y puesta de luces, coreografía, puesta y dirección general de Pepe Cibrián Campoy
Si bien la obra contó con una ambiciosa producción millonaria, notable en escenografía y vestuario, no alcanzó el éxito de su antecesora "Drácula, el musical". Sin embargo, es una de las obras más reconocidas de la dupla Cibrián-Mahler.
En 1995 se creó una nueva versión El Jorobado de Paris II con 40 actores en escena, que resultó un fracaso comercial. El elenco estaba integrado por Carlos de Antonio (Quasimodo), Rodolfo Valss (Claudio Frolo), Cristina Girona (Esmeralda), Karina K (Magot), Zenón Recalde (Pierre) y Pablo Toyos (Confesor). Entre el elenco, debutaba una joven Elena Roger
En 2006, se presentó en el Teatro Opera una versión que conjugaba las dos versiones, con un elenco de 20 actores en escena encabezado por Juan Rodo (Claudio Frollo), Ignacio Mintz (Quasimodo) y Florencia Benítez (Esmeralda), más orquesta en vivo.
En 2007, en el Teatro Cervantes, se presentó un elenco integrado por los integrantes del docu-reality realizado por Cibrián-Mahler en Canal 7.
Se presentó nuevamente en 2024 con un elenco renovado casi en su totalidad; el mismo fue seleccionado en rondas sucesivas de audiciones a las que se presentaron más de 3 500 postulantes. Los papeles principales fueros interpretados por: Francisco Sureda (Quasimodo), Luz Despósito (Esmeralda) y Mariano Clavero (Frollo).
El Jorobado de París de 1993 se editó en dos CD, uno doble y otro simple, grabados en estudio La isla, que contó con las voces de Paola Krum, Carlos de Antonio, Fernando Ciuffo, Fabiana Bruni, Patricia Bravi, Gustavo Monje, Alejandro Crea y Fernando Mercado. El disco doble fue remasterizado y sacado nuevamente en venta en el 2013, conmemorando los 20 años de la obra.
El Jorobado de Paris II también fue editada en un CD simple, grabado en el estudio La isla en 1995 y con el mismo elenco que la actuó.